# Gary Powell
Gary Armstrong Powell (New York, 11 november 1969) is een Brits-Amerikaanse drummer. Hij is de drummer van de Britse band The Libertines; 

## Biografie

### Jeugd
Powell groeit op in zowel Engeland als de Verenigde Staten. Zijn ouders gaan dikwijls heen en weer tussen de twee landen totdat ze in de jaren ’80 definitief in Engeland blijven. Qua muziek kreeg Powell op jonge leeftijd te maken met artiesten als Isaac Hayes, Bruce Springsteen, The Rolling Stones en  Marvin Gaye. Zijn interesse in muziek groeide en een paar jaar later besloot Powell een instrument uit te kiezen om zich in te specialiseren. Zijn keuze viel op drums en percussie.

### Libertines en Dirty Pretty Things
In 2001 probeerden Pete Doherty en Carl Barât hun band aan te vullen met een bassist en drummer na eerdere onsuccesvolle pogingen met John Hassall en Johnny Borrell. Banny Pootschi, een advocaat van Warner Chappell Music Publishing en tevens manager van de band, had een secretaresse genaamd Katie Ferry. Zij had op dat moment een relatie met Powell. Ferry attendeerde Pootschi over Powell en Pootschi regelde een afspraak met Barât en Doherty.
De drie ontmoetten elkaar in Filthy McNasty’s (een café in Londen). Na een goed gesprek kwam Powell in de band. Johnny Borrell maakte de band compleet, totdat hij vertrok en vervangen werd door (wederom) John Hassall. In 2002 braken The Libertines door in Engeland. Ze brachten twee succesvolle albums uit. In 2004 viel de band uiteen door de aanhoudende drugsproblemen van Pete Doherty. Powell vormde samen met Carl Barât een nieuwe band: Dirty Pretty Things. Deze band bracht in 2006 hun debuutalbum Waterloo to Anywhere uit, gevolgd door Romance at Short Notice in 2008. Na de uitgave van dit album viel de band uiteen. Daarna kwamen de Libertines weer bijeen voor reünieconcerten.

### Overige projecten
Voordat Powell bij de Libertines kwam speelde hij bij Eddy Grant. In 2004 deed hij mee aan enkele reünie-shows van The New York Dolls. In 2013 speelde Powell op een album van Chas & Dave.  Tussen oktober 2016 en januari 2019 toerde hij met skaband The Specials als vervanger van de overleden drummer John Bradbury. Verder runt Powell het platenlabel 25 Hour Convenience Store.

## Privé
Powell heeft twee zoons, Wolf en Asa, met zijn langdurige partner Jude.

## Discografie

### MetThe Libertines
- 2002 • Up the Bracket
- 2004 • The Libertines

### MetDirty Pretty Things
- 2006 • Waterloo to Anywhere
- 2008 • Romance at Short Notice